# Полиция Тринидада и Тобаго
Полицейская служба Тринидада и Тобаго (англ. Trinidad and Tobago Police Service), сокращённо TTPS — официальный орган исполнительной власти Республики Тринидад и Тобаго, обеспечивающий общественную безопасность. Отсчитывает свою историю с 1592 года, когда на острове появилось первое европейское поселение.

## История

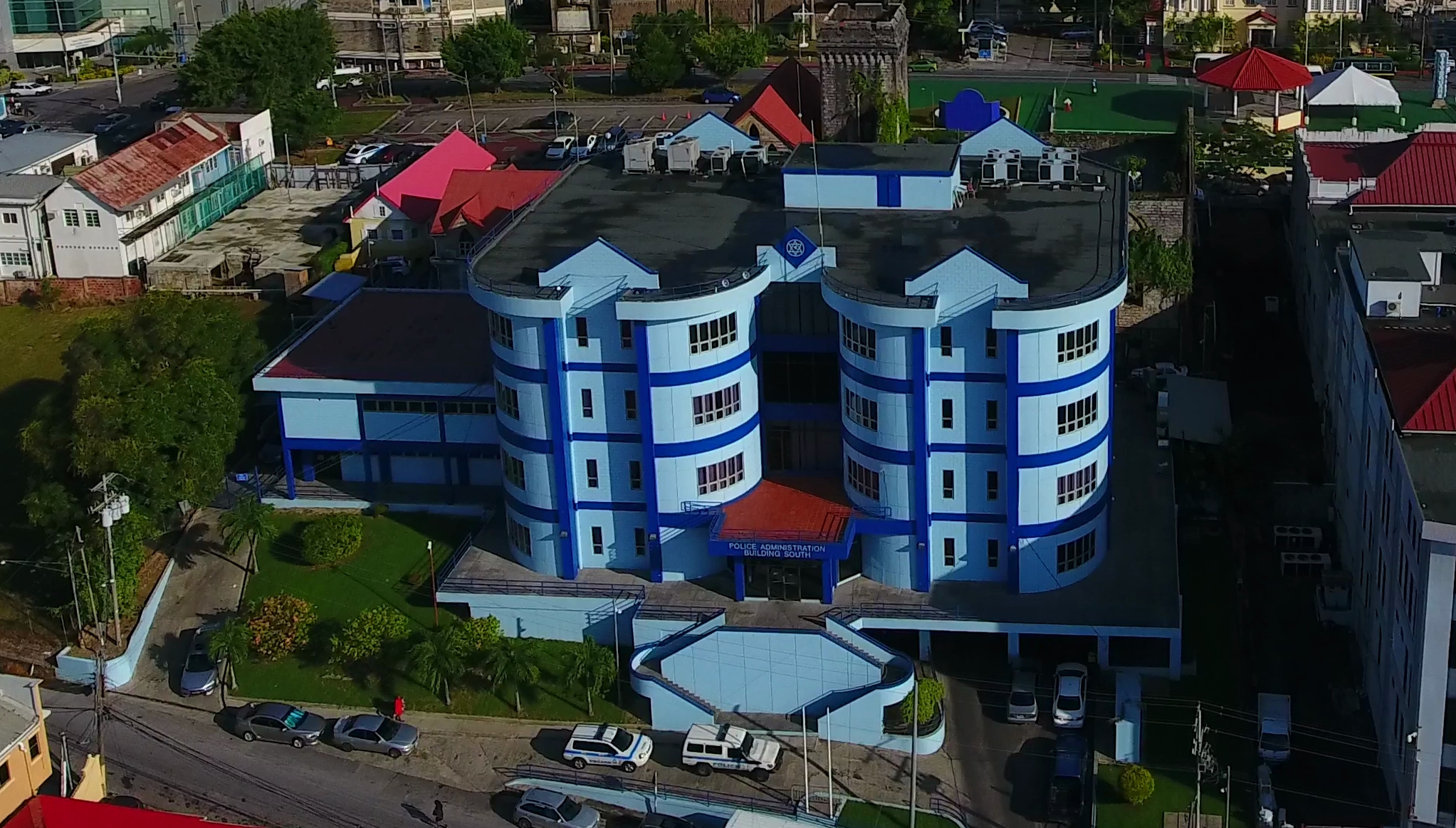
Штаб-квартира полиции в Сан-Фернандо

В 1592 году испанцами было основано поселение Сан-Хосе-де-Оруна (ныне Сент-Джозеф), столица их колонии на Тринидаде. В том же году было создано колониальное кабильдо или городской совет, своеобразная полиция того времени, которая обеспечивала порядок в городе. Численность не превышала шесть человек до 1792 года. После отмены рабства в 1838 году и признании гражданских прав за 22 тысячами мужчин и женщин расширилась ответственность полиции, и были созданы отделения полиции, отвечавшие за пригороды. К 1842 году было создано 12 участков, численность личного состава насчитывала около 100 офицеров (в том числе инспекторов, сержантов и констеблей).
В середине века службу начали нести и члены Столичной полиции. Штабом полиции Тринидада и Тобаго служило здание на углу улиц Аберкромби-стрит и Харт-стрит. Единственным оружием полицейского была дубинка длиной чуть более метра, и в те годы сложилась традиция «сначала бить, а потом арестовывать» как ответ на насилие со стороны уголовных элементов и сопротивление при задержании. В 1840-е годы обвиняемого доставляли в участок, а в случае его сопротивления при аресте, держали до прибытия сержанта. Все полицейские участки были зданиями судов, поскольку судьи переезжали из одного участка в другой. Только в 1844 году в Тринидаде были введены суд присяжных и все английские уголовные статуты.
В 1851 году на полицию возложили обязанности по доставке почты, переоборудовав полицейские участки в почтовые станции, а в 1860 году часть этих обязанностей сняли с полицейских. В 1869 году было принято постановление об улучшении организации и дисциплины в полиции, что привело к усилению мер по наблюдению в колонии. В 1876 году был возведён штаб полиции на углу улиц Сент-Винсент-стрит и Сэквиль-стрит, вместимость составляла 452 человека. Позже были созданы другие подразделения: Дорожное отделение (1930) и Специальное отделение. В 1955 году был подписан указ о принятии на службу женщин-офицеров для борьбы против несовершеннолетних преступников и женщин-преступниц, а также для проведения профилактической работы.
Для проверки дисциплины и разрешения внутренних вопросов была создана Следственная комиссия. В 1965 году полиция была разделена актом о регулировании полицейской службы на два отдела, сменив акцент с военной силы на организацию по оказанию ряда услуг. К 1970-м годам численность сотрудников полиции составила 3399 человек, а сама полиция вошла в ведение Министерства национальной безопасности. В 1973 году комиссаром полиции был назначен местный уроженец Фрэнсис Юстас Бернард.
После двух пожаров в штабе полицейской службы было принято решение построить в 1991 году на углу Эдвард-стрит и Сэквиль-стрит новое здание, ставшее новым штабом полиции. В настоящее время службу в полиции несут 6436 офицеров.
В 2019 году для нужд полиции были закуплены 200 мотоциклов из Китая.

## Униформа
Старшие офицеры (англ. Senior officers) носят рубашки-гуаябера и брюки цвета тик хаки с чёрными портупеями. Официальная одежда офицеров — белые рубашки и чёрные брюки (или тёмно-синие юбки для женщин). Повседневная одежда — серые рубашки и тёмно-синие брюки для мужчин, тёмно-синие рубашки и юбки для женщин с чёрными портупеями. Офицеры тактических подразделений (англ. Tactical officers) носят тёмно-синие кепки, рубашки и брюки тёмно-синего цвета или камуфляжного типа Disruptive Pattern Material, офицеры регулярных частей — фуражки.